# Landeskrankenhausgesellschaft
Die deutschen Landeskrankenhausgesellschaften sind jeweils ein Zusammenschluss von Trägern zugelassener Krankenhäuser im jeweiligen Bundesland gemäß § 108a SGB V. Als privatrechtlicher Verein ist eine Landeskrankenhausgesellschaft der Interessenverband der Krankenhausträger auf Landesebene, d. h. auf Ebene der Bundesländer. Die Mitgliedschaft in der jeweiligen Landeskrankenhausgesellschaft ist für die unterschiedlichen Krankenhausträger freiwillig bzw. bei manchen Landeskrankenhausgesellschaften wie der KGNW in Nordrhein-Westfalen (NRW) eine Pflichtmitgliedschaft.
Alle 16 deutschen Landeskrankenhausgesellschaften sind Mitglieder der  Deutschen Krankenhausgesellschaft (DKG).

## Aufgaben

### Allgemein
Zu den Aufgaben der Landeskrankenhausgesellschaften gehören insbesondere:
- Die Information, Beratung und Unterstützung der Mitgliedskrankenhäuser in allen das Gesundheitswesen betreffenden Fragen.
- Die Vertretung der Interessen ihrer Mitgliedskrankenhäuser gegenüber den anderen Beteiligten im Gesundheitswesen.
- Die gesetzlich verankerten Aufgaben im Rahmen der Selbstverwaltung.

### Die gesetzlich verankerten Aufgaben im Rahmen der Selbstverwaltung
Unter die gesetzlich verankerten Aufgaben im Rahmen der Selbstverwaltung fällt beispielsweise:
- Die jeweilige Landeskrankenhausgesellschaft schließt jeweils mit verbindlicher Wirkung für alle Krankenhäuser eines Bundeslandes mit den Landesverbänden der Krankenkassen eigenverantwortlich Verträge über die Krankenhausbehandlung nach § 112 SGB V und zur Wirtschaftlichkeitsprüfung gemäß § 113 SGB V ab.
- Die Landeskrankenhausgesellschaften schließen mit den  Kassenärztlichen Vereinigungen Verträge zum Belegarztwesen in den Krankenhäusern und zum Notdienst nach § 115 SGB V ab. Seit dem Jahr 2005 handeln sie gemeinsam mit den Krankenkassenverbänden im jeweiligen Bundesland auch den Landesbasisfallwert aus.

## 16 Landeskrankenhausgesellschaften
| Landeskrankenhausgesellschaft                              | Leitung                           | Ort               | Webseite               |
| ---------------------------------------------------------- | --------------------------------- | ----------------- | ---------------------- |
| Baden-Württembergische Krankenhausgesellschaft e. V.       | Verbandsdirektor Matthias Einwag  | 70191 Stuttgart   | www.bwkg.de            |
| Bayerische Krankenhausgesellschaft e. V.                   | Geschäftsführer Roland Engehausen | 80331 München     | www.bkg-online.de      |
| Berliner Krankenhausgesellschaft e. V.                     | Geschäftsführer Marc Schreiner    | 10587 Berlin      | www.bkgev.de           |
| Landeskrankenhausgesellschaft Brandenburg e. V.            | Geschäftsführer Jens-Uwe Schreck  | 14471 Potsdam     | www.lkb-online.de      |
| Krankenhausgesellschaft der Freien Hansestadt Bremen e. V. | Geschäftsführer Uwe Zimmer        | 28359 Bremen      | www.hbkg.de            |
| Hamburgische Krankenhausgesellschaft e. V.                 | Geschäftsführerin Claudia Brase   | 20095 Hamburg     | www.hkgev.de           |
| Hessische Krankenhausgesellschaft e. V.                    | Geschäftsführer Rainer Greunke    | 65760 Eschborn    | www.hkg-online.de      |
| Krankenhausgesellschaft Mecklenburg-Vorpommern e. V.       | Geschäftsführer Uwe Borchmann     | 19053 Schwerin    | www.kgmv.de            |
| Niedersächsische Krankenhausgesellschaft e. V.             | Verbandsdirektor Helge Engelke    | 30159 Hannover    | www.nkgev.de           |
| Krankenhausgesellschaft Nordrhein-Westfalen e. V.          | Geschäftsführer Matthias Blum     | 40237 Düsseldorf  | www.kgnw.de            |
| Krankenhausgesellschaft Rheinland-Pfalz e. V.              | Geschäftsführer Andreas Wermter   | 55116 Mainz       | www.kgrp.de            |
| Saarländische Krankenhausgesellschaft e. V.                | Geschäftsführer Thomas Jakobs     | 66119 Saarbrücken | www.skgev.de           |
| Krankenhausgesellschaft Sachsen e. V.                      | Geschäftsführer Stephan Helm      | 04105 Leipzig     | www.khg-sachsen.de     |
| Krankenhausgesellschaft Sachsen-Anhalt e. V.               | Geschäftsführer Gösta Heelemann   | 06112 Halle/Saale | www.kgsan.de           |
| Krankenhausgesellschaft Schleswig-Holstein e. V.           | Geschäftsführer Patrick Reimund   | 24105 Kiel        | www.kgsh.online        |
| Landeskrankenhausgesellschaft Thüringen e. V.              | Geschäftsführer Rainer Poniewaß   | 99096 Erfurt      | www.lkhg-thueringen.de |